# جبل كلتي
جبل كلتي هو جبل في المغرب. ينتمي إلى جبال الريف.
جبل كيلتي هو جبل من الحجر الجيري، وهو واحد من أعلى الجبال في الريف حيث يبلغ ارتفاعه حوالي 1912 متر. يَقَعُ الجبل بين تطوان وشفشاون وهو ذو جوانب شديدة الانحدار وقمَّته توفر مناظر بانورامية للمنطقة المحيطة به. يحتوي الجبل بعض غابات الأرز المحفوظة جيدًا على سفوحها.